# Diapetimorpha scitula
Diapetimorpha scitula är en stekelart som först beskrevs av Cresson 1874.  Diapetimorpha scitula ingår i släktet Diapetimorpha och familjen brokparasitsteklar. Inga underarter finns listade i Catalogue of Life.